# Classe Sa'ar 1
Les Sa'ar 1 étaient des patrouilleurs de la marine israélienne.

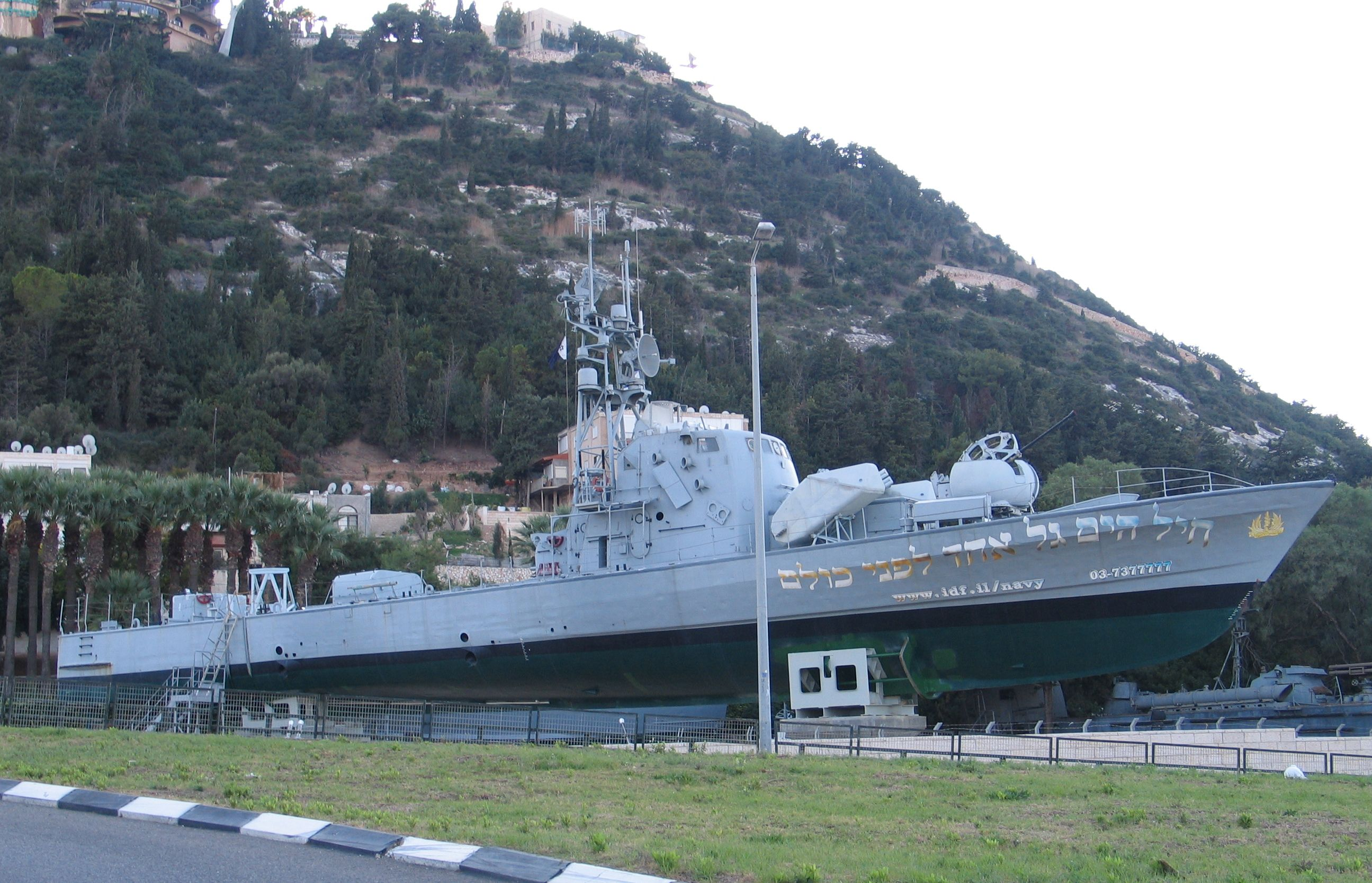
INS Mivtach a Clandestine Immigration and Naval Museum, Haifa, Israel

## Historique
Les Sa'ar I sont des patrouilleurs de type Jaguar de la marine allemande, dont le stylisme a été modifié par la marine israélienne. En raison de problèmes politiques, ils ont finalement été construits en France. Le premier de sa classe a quitté Cherbourg 25 décembre 1967, sans armement. Dès son arrivée, il fut équipé de tourelles mono tube de calibre 40 mm Bofors à contrôle optique. Ces canons pouvaient faire feu soit à partir d'un poste centralisé dans le centre de commandement soit sur l'affût, à partir de la tourelle.
À partir de 1974, les exemplaires Sa'ar 1 furent adaptés pour l'emport de missiles Gabriel MkI par la suppression des 2 tourelles arrière de calibre 40 mm. Ils furent mis au standard Sa'ar II (voir photo). 
Ces navires ont surtout été utilisés comme bâtiments d'entrainement à la lutte anti-missiles, après la perte du destroyer Eilat en 1967.

## Liste des navires
- INS Miznah
- INS Misgav
- INS Mivtach

Le Miznah fut modifié au standard Sa'ar II avant la Guerre du Kippour, les deux autres après.

## Caractéristiques
- Longueur : 45 m
- Masse : 250 t à pleine charge
- Vitesse : 40 nœuds+
- Radar : de surface et sonar
- Equipage : 35

### Armement
En 1967 : trois tourelles à tube unique Bofors de calibre 40 mm, et deux mitrailleuses de calibre 12,7mm, charge ASM de profondeur.
Après la Guerre du Kippour de 1973 : un à deux canons de 40 mm, trois missiles Gabriel, trois tubes lance-torpilles.